# Mont-d'Astarac
Mont-d'Astarac é uma comuna francesa na região administrativa de Occitânia, no departamento de Gers. Estende-se por uma área de 8,05 km². Em 2010 a comuna tinha 101 habitantes (densidade: 12,5 hab./km²).